# Caspar Kaltenmoser

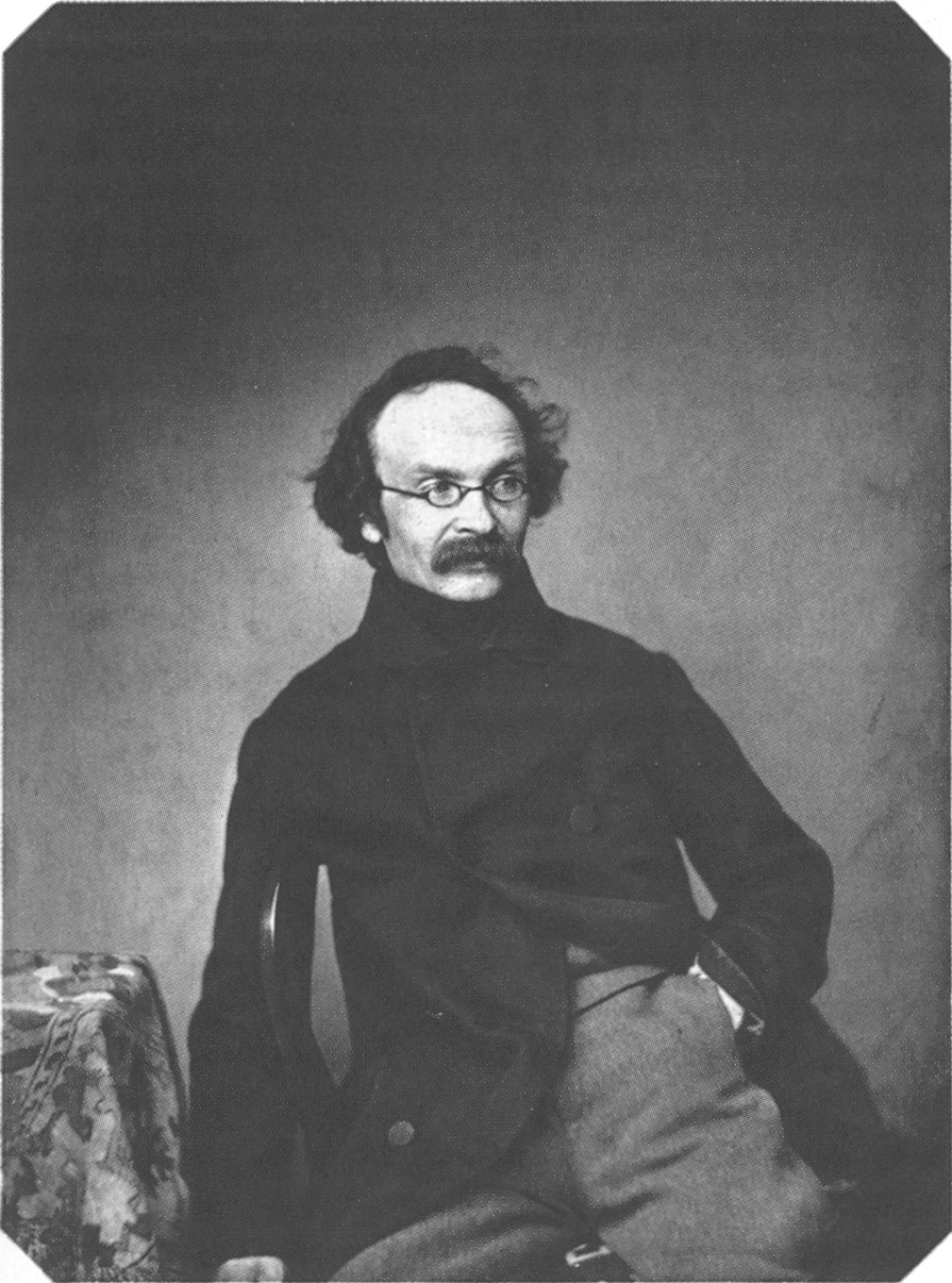
Caspar Kaltenmoser, ca. 1860

Caspar Kaltenmoser (* 25. Dezember 1806 in Horb am Neckar; † 8. März 1867 in München) war ein deutscher Lithograf und Genremaler.

## Leben
Kaltenmoser war ein Sohn eines Gastwirts in Horb. Er war eines von mehreren Kindern und so besuchte er die gewöhnliche Werk- und Feiertagsschule in Horb und kam im Alter von 14 Jahren zu seinem Schwager, dem Lithografen Schott, in die Lehre. Dort lernte er das Steinzeichnen, wurde jedoch überwiegend mit Schriften beschäftigt. Anschließend arbeitete er 1826 als Gehilfe in einer lithographischen Anstalt in Freiburg im Breisgau, von 1827 bis 1829 in der lithographischen Anstalt von Riemroth in Schweinfurt. Dieser bot ihm an als Teilhaber in das Geschäft einzutreten. Er lehnte jedoch ab, da er sich entschieden hatte zur Malerei zu wechseln. Am 10. Juni 1830 schrieb er sich für das Fach Historienmalerei an der Münchener Kunstakademie ein. Dort wurde er ein Schüler im Antikensaal unter der Leitung von Heinrich von Hess. Doch schon nach einem halben Jahr verließ er die Akademie wieder und widmete sich dem Studium nach der Natur. Im Jahr 1832 unternahm er mit seinem Freund Georg Durand  eine Studienreise in das Ziller-, Etsch- und Eisacktal. Um sich seinen Lebensunterhalt und Geldmittel für weitere Reisen zu verdienen, trat er in die lithographische Anstalt von Gottlieb Bodmer ein. Dies erlaubte ihm zunächst ab 1836 Ausflüge in das Neckartal und den Schwarzwald oder später in die Schweiz. 1840 heiratete Kaltenmoser eine Münchenerin und unternahm 1843 mit Ferdinand Wolfgang Flachenecker eine Studienreise nach Istrien, Triest, dabei besuchte er auf der Rückreise auch Venedig, Padua, Verona und den Gardasee. Im Jahr 1844 war er mit Johann Kirner am Neckar unterwegs und war 1850 mit diesem im Appenzellerland.

## Familie
Kaltenmoser war verheiratet und hatte mehrere Kinder, drei seiner Söhne wurden ebenfalls Maler
- Max Kaltenmoser (1842–1887), sollte nach dem Wunsch seines Vaters Glockengießer oder Lithograf werden.[3]
- Albert Kaltenmoser (1844–1871)[4]
- Karl Kaltenmoser (1853–1923), wurde zunächst als Postbeamter ausgebildet.[5]

Der Glockengießer Bernhard Kaltenmoser (1804–1888) war vermutlich sein älterer Bruder.

## Werke (Auswahl)

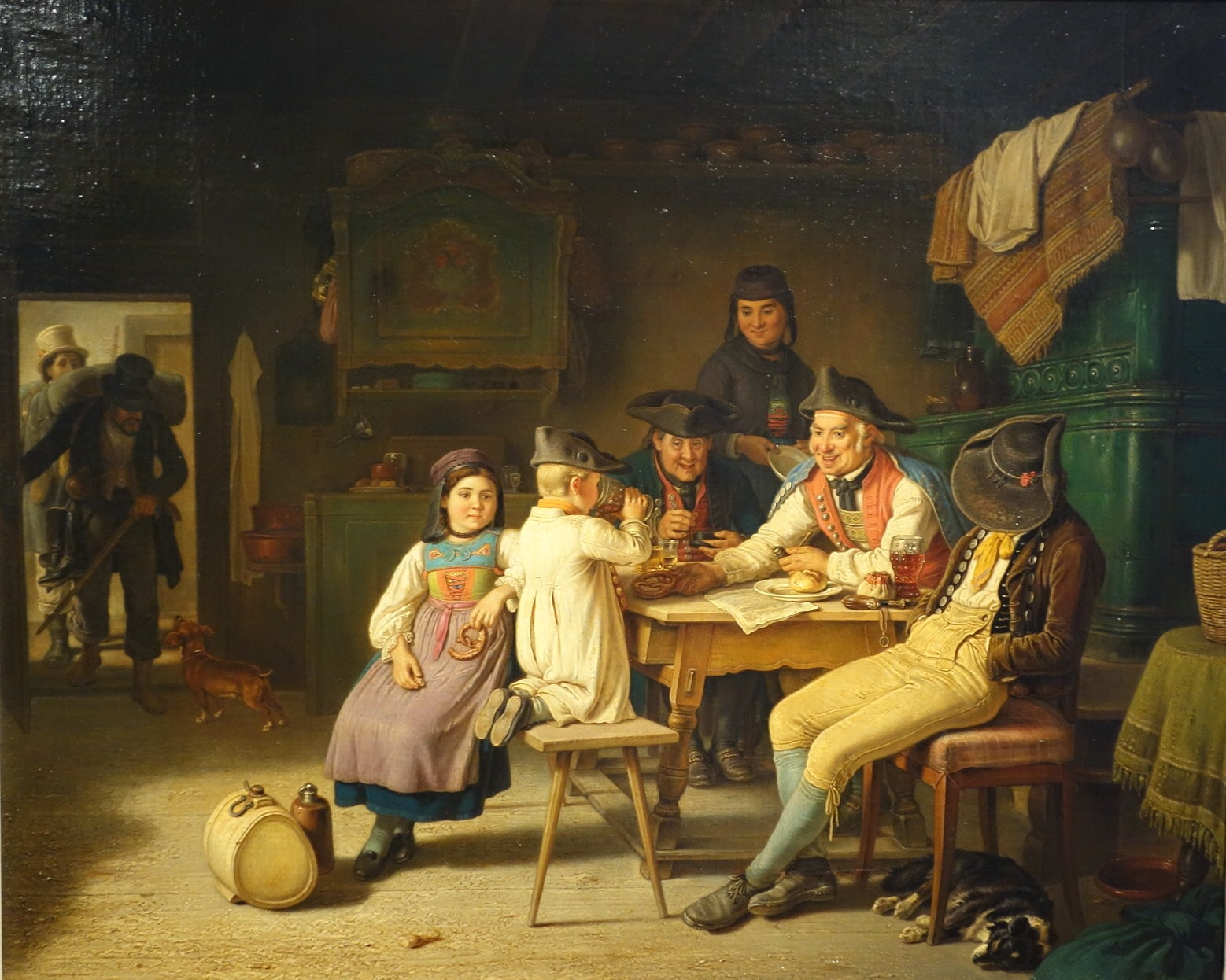
In der Wirtschaft, Bauern und Kinder am Tisch

- 1831: Bauernhaus an der Landstraße
- 1833: Zillertaler Bauern in einem Wirtshause bei Zitherspiel und Tanz (vom Münchner Kunstverein angekauft, von Roman Leiter [1805–1834] als dessen letzte Arbeit lithografiert)
- 1839–1843: Der Ehekontrakt oder Verlobung in einem schwäbischen Bauernhause (Fürst Thurn und Taxis Schlossmuseum mit Kreuzgang St. Emmeram, Regensburg),
- 1840: Zither- und Maultrommelspieler
- 1844: Wirtsstube in Tirol mit zechenden Bauern
- 1849: Das Brautpaar beim Pfarrer
- 1851: Das Holundermus
- 1858: Die verschmähte Liebesgabe
- 1858: Ein istrisches Mädchen
- 1866: Schwäbische Familienszene
- Mäusefallenhändler, seine Ware einer Bauernfamilie anbietend

Lithografien
- Die Wilddiebe (für das Münchner Album)

## Ausstellungen (Auswahl)
- 25. Januar bis 22. Februar 1970 Kaltenmoser-Ausstellung im Heimathaus Hoher Giebel.